# 阿輝 (帆船運動員)
阿辉（英語：Akira Luke Sakai，1992年10月30日—）是一名香港男子帆船运动员。拥有日裔血统的阿辉在船上出生，并在西貢长大，家人也都从事帆船运动，受此影响，他也顺其自然开始练习帆船。阿辉很早便与少年时的祥傑相互认识，2018年年中，两人正式开始合作参加49人级项目。其中阿辉在比赛时负责掌舵和航行线路，祥杰则负责控制速度和配合行动。两人曾在2021年尝试取得东京奥运资格但以微弱差距未能如愿，3年后两人通过最终资格赛成功取得巴黎奥运资格，成为历史上首对参加男子49人级帆船小项的香港组合。